# Conferentie van Évian

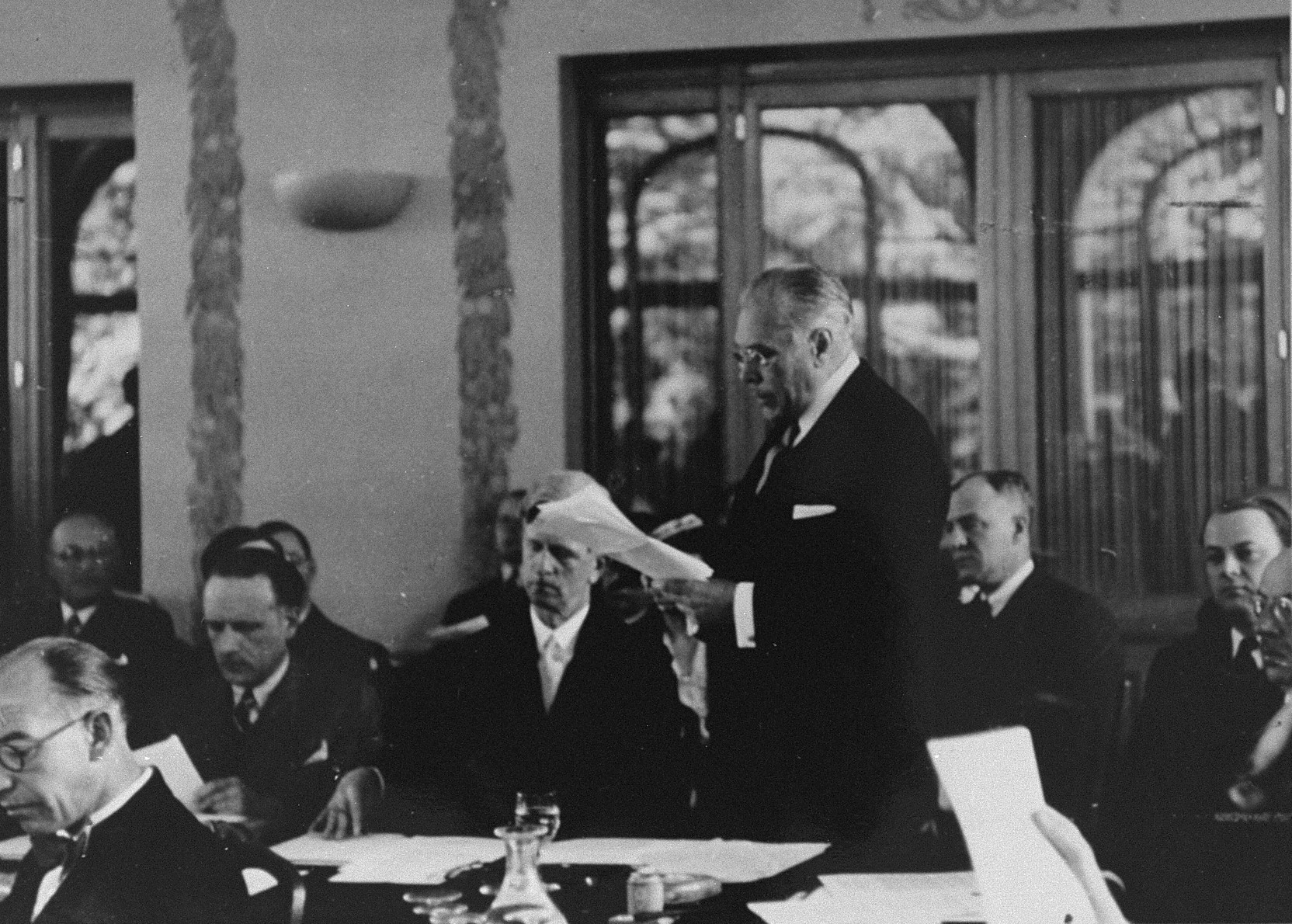
Myron Taylor, vertegenwoordiger van de Verenigde Staten op de conferentie.

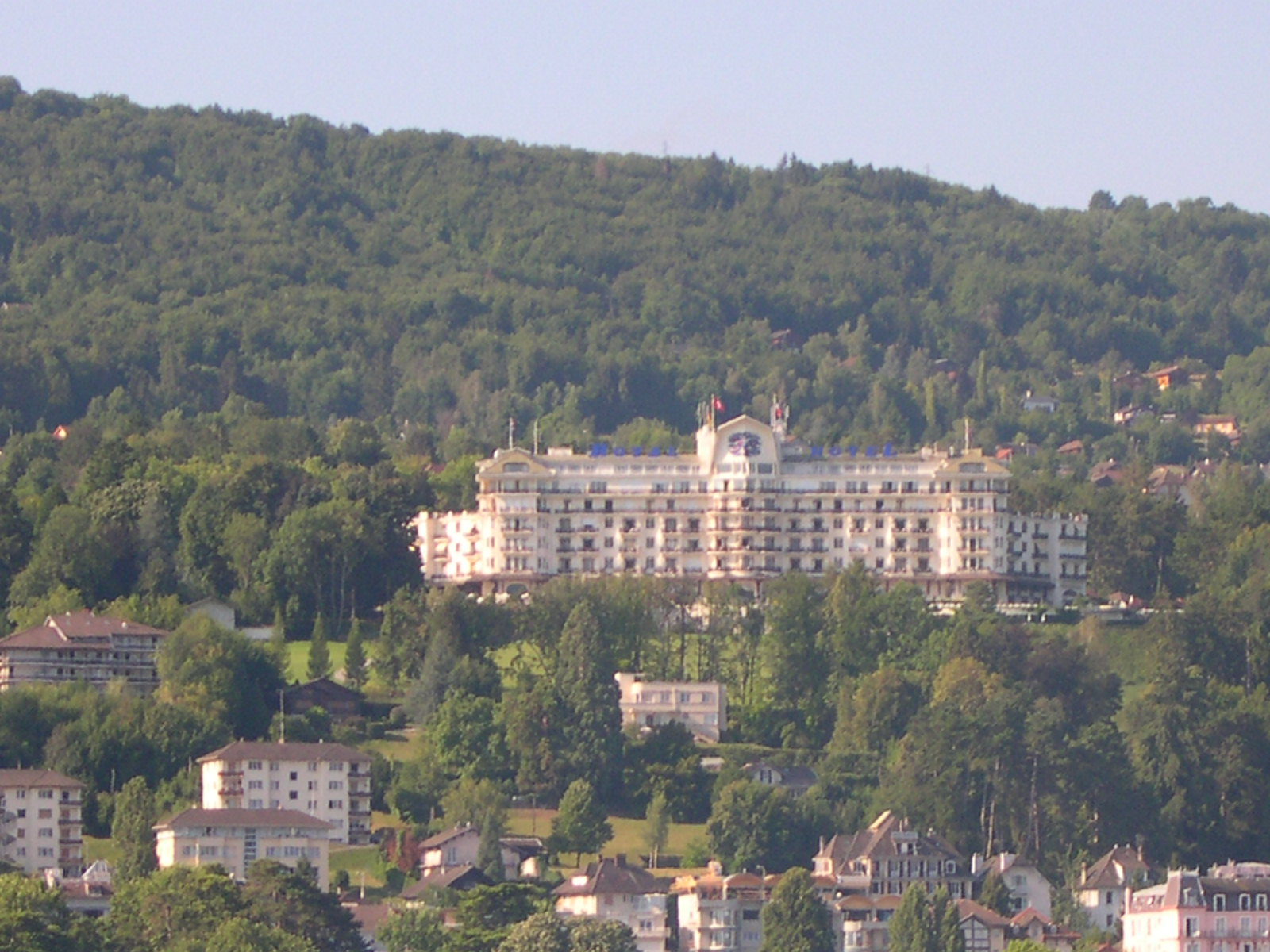
Hôtel Royal waar de conferentie werd gehouden

De Conferentie van Évian was een door de Amerikaanse president Franklin Delano Roosevelt bijeengeroepen conferentie om het probleem van Joodse vluchtelingen te behandelen. De conferentie vond plaats in de Franse plaats Évian-les-Bains en duurde van 6 juli tot 15 juli 1938. Op de conferentie waren tweeëndertig landen aanwezig, waaronder Groot-Brittannië, Canada, Australië, Nieuw-Zeeland, Frankrijk, enkele kleinere democratieën in Europa, de Zuid-Amerikaanse landen en uiteraard de Verenigde Staten zelf.
Nadat Duitsland middels de Anschluss Oostenrijk had geannexeerd, riep Roosevelt op tot een internationale conferentie om de emigratie van Duitse en Oostenrijkse Joden te bevorderen en een internationale organisatie op te richten die zich bezig zou houden met het algemene vluchtelingenprobleem.
President Roosevelt maakte al snel duidelijk dat de aanwezig landen niet werden gedwongen de immigratiequota te verhogen, maar hij vroeg ze wel nadrukkelijk om dit op vrijwillige basis te doen. Tijdens de conferentie werd duidelijk dat geen enkel land bereid was vrijwillig zijn quota te verhogen. De Britten verklaarde dat het land al vol was en de werkloosheid dusdanig hoog was, dat het geen extra vluchtelingen kon opnemen. De Britten lieten een optie doorschemeren om een beperkt aantal vluchtelingen naar Oost-Afrika te sturen. Ook de Fransen gaven nadrukkelijk aan dat hun land aan de limiet zat. Veel landen lieten doorschemeren dat ze geen vluchtelingen konden opnemen ten gevolge van de grote depressie, waarvan de landen nog herstellende waren. De Verenigde Staten lieten weten het voorheen niet vervulde quotum voor Duitsers en Oostenrijkers ter beschikking te stellen voor de vluchtelingen. Het enige land dat daadwerkelijk aanbood om vluchtelingen op te nemen was de Dominicaanse Republiek, zij het in ruil voor hoge geldbedragen.
Tijdens de conferentie werd er ook zoals gepland een organisatie opgericht. De nieuwe organisatie droeg de naam Intergovernmental Committee on Refugees (IRC) en had als doel om landen die vluchtelingen opnamen in hun ontwikkeling te helpen. Daarnaast trachtte het IRC Duitsland te overtuigen van een georganiseerde emigratie, maar de deelnemende landen aan het IRC gaven de organisatie te weinig autoriteit en de financiële steun was te beperkt. Het IRC kon daardoor vrij weinig uitrichten.